# Kaitlan Collins
Kaitlan Collins, née le 7 avril 1992, est une journaliste américaine. Elle présente depuis le 5 juillet 2023 The Source, émission d'information de CNN diffusée en prime-time.

## Biographie

### Jeunesse
Kaitlan Collins est née à Prattville, en Alabama. Elle a grandi avec quatre frères et sœurs : Annalise, Kelsey, Brayden et Cole. Son père, Jeff Collins Sr., est banquier spécialisé en prêts hypothécaires. Sa mère, Tina Collins, raconte que ses parents lui ont enseigné que « le système politique américain est un échec » et qu'elle ne se souvient pas qu'ils aient voté ou exprimé des opinions tranchées sur des candidats politiques.
Kaitlan Collins est diplômée du lycée de Prattville et a ensuite étudié à l'Université de l'Alabama. Elle a d'abord choisi de se spécialiser en chimie, avant de se spécialiser en journalisme. Elle a obtenu une licence en sciences politiques et en journalisme en mai 2014. Collins était membre de la sororité Alpha Phi.

### The Daily Caller (2014–2017)
Après avoir obtenu son diplôme universitaire, Collins s'est installée à Washington D.C. pour effectuer un stage sur le site web The Daily Caller. En juin 2014, elle a été embauchée par The Daily Caller comme journaliste spécialisée dans le divertissement. Après avoir couvert l'élection présidentielle de 2016, The Daily Caller l'a nommée correspondante à la Maison-Blanche en janvier 2017, et elle a commencé à couvrir l'administration Trump.
Alors qu'elle travaillait encore pour The Daily Caller, Collins a été invitée à plusieurs reprises sur CNN. Lors d'un événement de correspondants à la Maison-Blanche au printemps 2017, elle a rencontré le président de la chaîne, Jeff Zucker, et l'a remercié de l'avoir accueillie malgré la nature idéologique de son employeur de l'époque.

### CNN (2017–présent)
En juillet 2017, CNN a recruté Collins dans le cadre de sa couverture de l'actualité présidentielle. Membre de la presse, Collins a couvert au moins six voyages présidentiels internationaux de Trump.
Collins a été impliquée dans un incident avec l'administration Trump le 25 juillet 2018, lorsqu'elle a assisté à une séance photo dans le Bureau ovale en tant que journaliste du jour. À la fin de l'événement, Collins a posé à Trump une série de questions sur Vladimir Poutine et son ancien avocat, Michael Cohen. Trump a ignoré ses questions. Collins a ensuite été exclue d'une conférence de presse de l'administration Trump dans la roseraie de la Maison-Blanche cet après-midi-là et s'est vu opposer par de hauts responsables de la Maison-Blanche que de telles questions étaient « inappropriées dans ce lieu ». L'attachée de presse de Trump, Sarah Sanders, a déclaré que Collins avait « crié des questions et refusé de partir ». La conseillère de Trump, Kellyanne Conway, a déclaré que l'action visait à « faire preuve de politesse ». Le chef de cabinet adjoint de Trump pour la communication, Bill Shine, s'est opposé à la caractérisation de l'action de la Maison Blanche comme une « interdiction » mais « a refusé de dire aux journalistes quel mot il utiliserait pour caractériser la décision de la Maison Blanche de l'empêcher d'assister à l'événement ». CNN a déclaré que l'interdiction de Collins était une « mesure de représailles » et « n'était pas le signe d'une presse ouverte et libre ». L'Association des correspondants de la Maison Blanche a qualifié cette interdiction de « totalement inappropriée, malavisée et faible ». Jay Wallace, président de Fox News, a publié une déclaration de soutien à Collins, affirmant que son organisation « [était] fermement solidaire de CNN pour le droit à un accès complet de ses journalistes dans le cadre d'une presse libre et sans entraves ».
Collins était la correspondante de CNN à la Maison Blanche pour une grande partie de la couverture écrite et télévisée en direct de l'élection de 2020. Elle a ensuite été promue correspondante en chef de la Maison Blanche pour la nouvelle administration Biden le 11 janvier 2021. Lors d'un point de presse organisé quelques semaines après l'élection, la porte-parole de la Maison Blanche, Kayleigh McEnany, a refusé de répondre à une question de Collins, la qualifiant d'« activiste ». À 28 ans, elle était la plus jeune correspondante en chef de la Maison Blanche de l'histoire de CNN et l'une des plus jeunes correspondantes en chef d'un grand réseau médiatique.

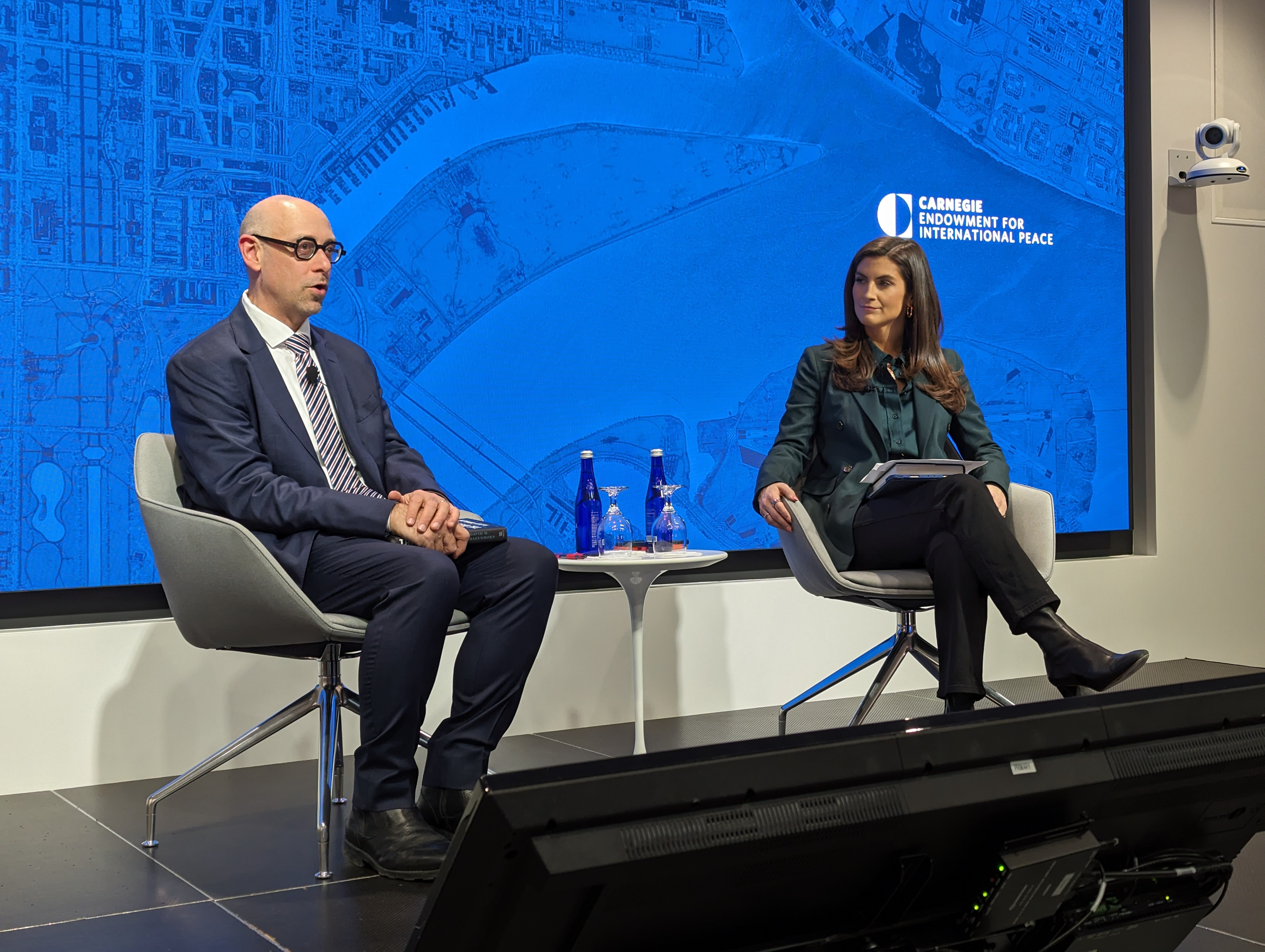
Collins interviewe l'auteur David Herszenhorn en 2024

Collins interviewant l'auteur David Herszenhorn en 2024.
Le 15 septembre 2022, CNN a annoncé que Collins coprésenterait une émission matinale remaniée avec Don Lemon et Poppy Harlow, mettant ainsi fin à son mandat de correspondante en chef à la Maison Blanche. Le 12 octobre 2022, CNN a annoncé que l'émission matinale s'appellerait CNN This Morning.
Le 10 mai 2023, Collins a animé une réunion publique avec Donald Trump. Des électeurs des primaires républicaines du New Hampshire ont répondu aux questions,. Lors de cette réunion, alors que Collins soulignait que Joe Biden – dont le domicile avait également été perquisitionné à la suite de la découverte de documents classifiés au Penn Biden Center – n'avait pas défié une assignation à comparaître, Trump lui a demandé si elle le laisserait répondre à la question. Collins a répondu : « Oui, c'est pour ça que je l'ai posée », ce qui a incité Trump à la qualifier de « personne désagréable ».
Le 17 mai 2023, Collins a été nommée nouvelle présentatrice de CNN à 21 h HE, et son émission devait débuter en juin. Elle a quitté CNN This Morning le 25 mai 2023; elle a été remplacée par une rotation de présentateurs de CNN.
Le 26 novembre 2024, CNN a annoncé que Collins reviendrait comme correspondante en chef à la Maison Blanche pour la deuxième présidence de Trump, tout en conservant son poste aux heures de grande écoute,.